# Ð
Ð, ðは、アイスランド語、フェロー語の表記で使われる字母。国際音声記号として、小文字は「有声歯摩擦音」を表す。
古くは英語でも使われた（古英語の項を参照）。
大文字が同形の、南スラヴ諸語やベトナム語の「Đ」は、小文字が「đ」であり、別の文字である。また、エウェ語で使われる「Ɖ」「Latin capital letter African D」は、小文字が「ɖ」であり、別字である。いずれもUnicodeでは違う文字として扱う。

## 各言語での役割
Ɖ ð のアイスランド語での文字名称は "eð"（エズ）。古英語ではÞ（ソーン）と区別なく使われる。現代英語での歯摩擦音はthと綴られ、有声音の発音記号は小文字の[ð]が使用される（しばしば日本人が不得意とする発音として、学習書などで取り上げられる）。

## Dの代替としてのÐ
手書きなどで、大文字のDの縦線に小さな横線を重ねて書くことがある。これは本稿におけるÐではなく、DをOや0などの似た文字との区別をしやすくするためのものである。

## 文字コード
| 大文字 | Unicode | JIS X 0213 | 文字参照            | 小文字 | Unicode | JIS X 0213 | 文字参照            | 備考 |
| ------ | ------- | ---------- | ------------------- | ------ | ------- | ---------- | ------------------- | ---- |
| Ð      | U+00D0  | 1-9-39     | &ETH; &#xD0; &#208; | ð      | U+00F0  | 1-9-70     | &eth; &#xF0; &#240; |      |